# Eritrin

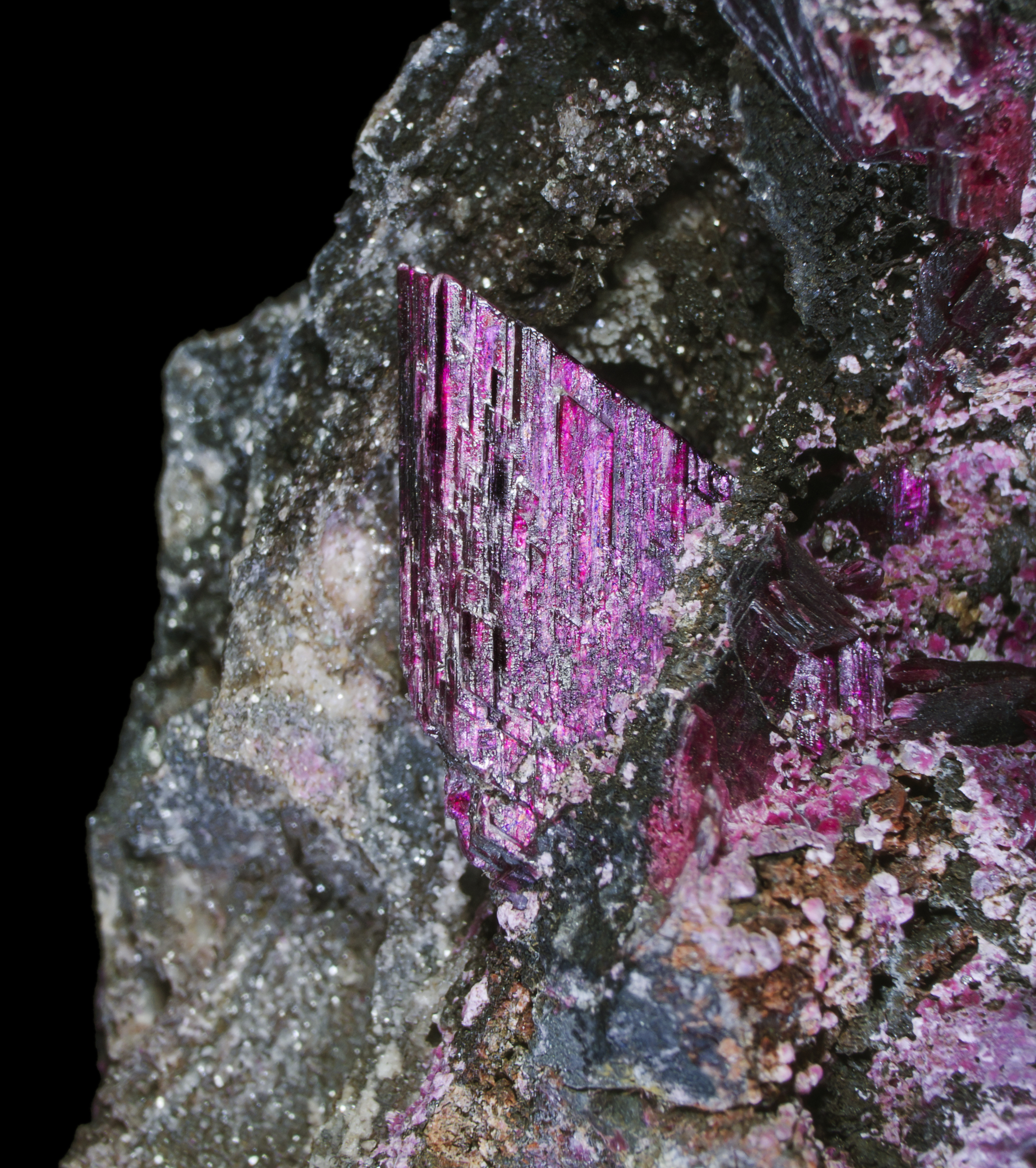
Eritrin

Az eritrin (névváltozatok: erythrite, kobaltvirág, kobaltcsillám, kobaltarzén) hidratált kobalt-arzenát. Monoklin kristályrendszerben többnyire megnyúlt prizmás termetű kristályok. Sokszor legyezős, csillag alakú tűs-sugaras kristályokban vagy gömbös összenövésekben található, gyakran  földes vagy porszerű halmazokban fordul elő. A vivianitcsoport ásványegyüttesének tagja.  Kobaltércként használják fel. Festékszínezékként a kobaltkék színárnyalatot adja.
Nevét a görög erythrosz (ερυθρός = vörös) szóból kapta.

## Kémiai és fizikai tulajdonságai
- Képlete:  Co3(AsO4)2·8H2O. (Esetenként magnézium (Mg), vas (Fe) és cink (Zn) szennyezi)
- Szimmetriája: a monoklin kristályrendszerben, kevés szimmetriát mutatnak kristályai.
- Sűrűsége: 3,0-3,2 g/cm³.
- Keménysége: 1,5-2,5 lágy kristály  (a Mohs-féle keménységi skála szerint).
- Hasadása: jól hasítható.
- Törése:  egyenetlen törésű.
- Színe:  bíborvörös, ibolyásan vörös, lilás, rózsaszín, barackvirág színű.
- Fénye: gyémánt vagy üvegfényű. Földes változata fénytelen.
- Átlátszósága: átlátszó vagy áttetsző.
- Pora:  rózsaszín vagy halványvörös. Kiszáradva kék, izzítva feketévé válik.
- Különleges tulajdonsága: sósavban kékes elszíneződést okozva oldódik.
- Elméleti tartalma:
- kobaltoxid: = 37,5%
- Arzénoxid: =38,4%
- Víz = 24,1%

## Felismerése és keletkezése
1832-ben a francia származású François Sulpice Beudant geológus különítette el. Másodlagosan kobalttartalmú szulfidok és arzenidek mállása során keletkezik az érctelepek oxidációs zónájában. Üledékekben is gyakran megtalálható.
Hasonló ásványok: a cinnabarit és az annabergit.

## Előfordulásai
Németországban a szászországi Annaberg közelében, valamint a Harz-hegységben több helyen és a Fekete-erdő területén, Hessen tartományban Schneeberg közelében is megtalálható. Angliában Cornwall vidékén. Szlovákiában Dobsinán, Libetbányán (Lubietova) és Szomolnokon (Smolnik). Csehország területén Jachymov közelében. Románia területén Nagyág, Oravicabánya és Csiklovabánya vidékén. Lengyelországban Kowar és Górahy Zlotych közelében. Norvégia területén. Svédországben Bolidenben. Ausztriában Salzburg vidékén. Franciaországban Allemont térségében. Olaszországban Elba-szigetén. Oroszországban az Ural-hegységben. Nagyobb mennyiségben Marokkó területén, Bou Azzer és Mibladen környékén. Irán területén található nagyobb mennyiségben. Az Amerikai Egyesült Államokban Idaho, Kalifornia és Új-Mexikó szövetségi államokban. Kanadában Ontarióban tartományában Cobalt város közelében. Előfordulásai ismertek Mexikó, Peru. Kongó, Azerbajdzsán és Ausztrália területén.
Kísérő ásványok: termésezüst, kobaltin, smaltin, azurit és malachit.

## Egyéb változatai
Az egyik nikkelfajta az annabergit, ami világoszöld nikkelvirágként fordul elő nikkeltartamú kőzetek felületén. Emellett a vas, a magnézium és a cink is helyettesítheti a kobaltot a szerkezetében, három másik ásványt létrehozva: a paraszimplezit (Fe), hörnesit (Mg) és köttigit (Zn).